# Cismars kloster

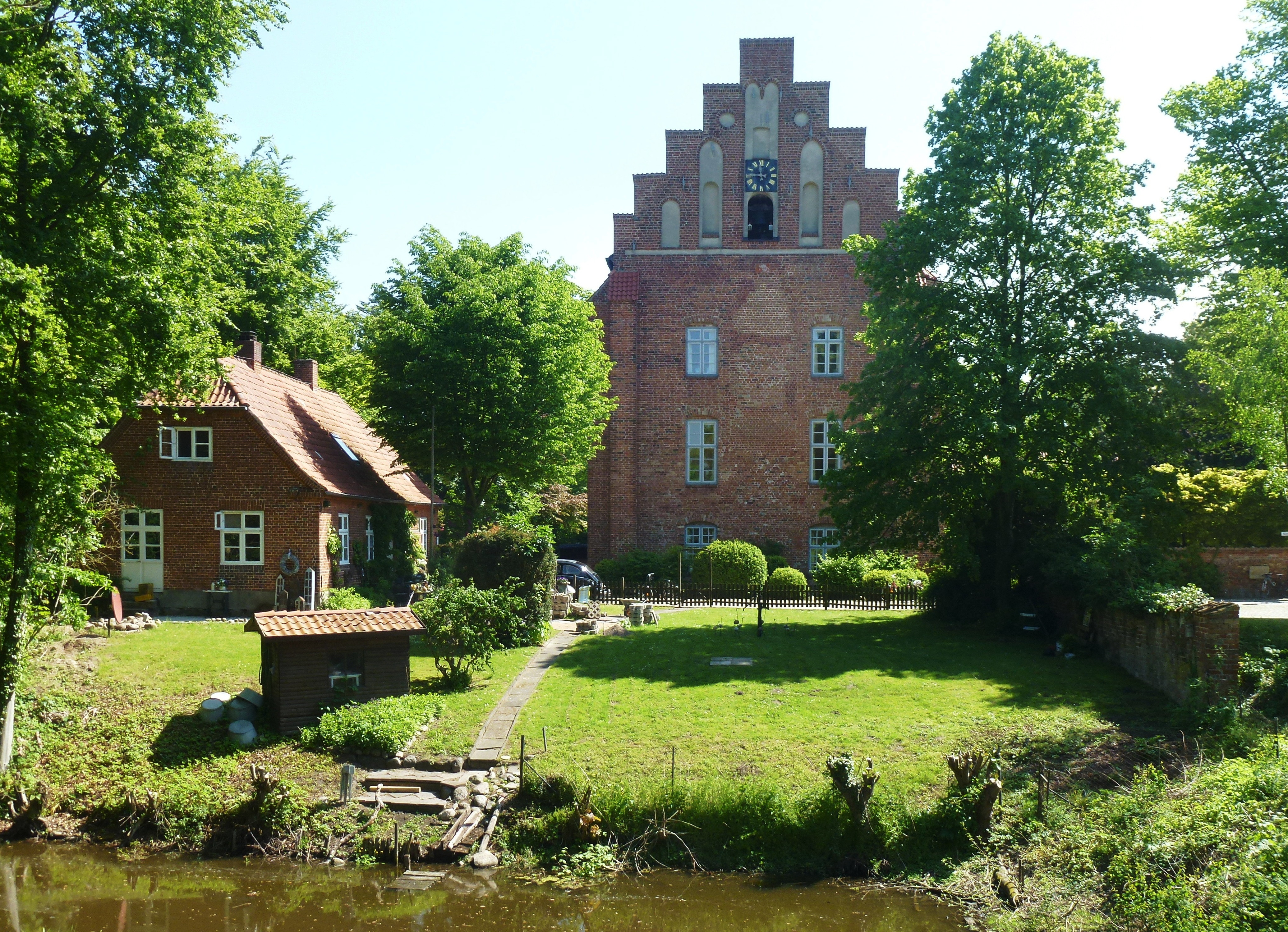
Cismars kloster, västgavel och vallgrav, maj 2014.

Cismars kloster (på tyska Kloster Cismar)  är ett tidigare benediktinkloster som ligger i orten Cismar, cirka tre kilometer nordost om Grömitz i Nordtyskland. Klosteranläggningen härrör från 1200- och 1300-talen och var under flera hundra år en betydande vallfärdsort på grund av sina talrika reliker. 
Klostret är ett av de mest imponerande företrädare för nordtysk tegelarkitektur i gotisk stil och innehåller det äldsta snidade altarskrinet som konsthistorien känner till. Idag är anläggningen ett kulturcentrum som ägs och förvaltas av förbundslandet Schleswig-Holstein.

## Äldre historik

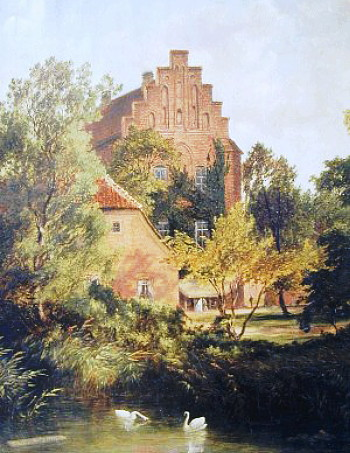
Klostrets västgavel omkring 1860.

År 1177 grundades ett benediktinkloster i Lübeck som var plats för både munkar och nunnor. Under de följande åren uppstod  konflikter beträffande disciplin och moral vid klostret och med hjälp av påven försökte Lübecks biskop att bannlysa munkarna från staden.
År 1238 tvångsförflyttades de första av benediktinklostrets munkar genom Adolf IV av Holsteins initiativ till sin nuvarande plats kallad Cicimeresthorp, beläget vid en ödslig Östersjöstrand. År 1246 följde resten efter. Här uppförde munkarna från Lübeck ett stort kloster som utökades ett flertal gånger. Omkring år 1260 invigdes klosterkyrkan och omkring 1330 var hela anläggningen färdigbyggd.
Byggnaderna omslöt en fyrkantig innergård med korsgång. Alltsammans omgavs av en vattenfylld vallgrav. Viktiga delar är fortfarande bevarade, bland annat klosterkyrkans kor, den monumentala trappstegsgaveln mot väst och klostrets vallgrav. Nuvarande klostercaféet var en gång munkarnas matsal. Västra delen revs 1835 och finns alltså inte längre kvar. 
Under medeltiden upplevde klostret sin kulturella och humanioravetenskapliga (geisteswissenschaftliche) blomstringstid. Klostret förfogade över ett omfattande bibliotek och stora jordbruksområden som omfattade väsentliga delar av dagens Ostholstein. Till klostret hörde 25 byar, sju väderkvarnar och en hamn.
Klostret stängdes år 1561 i samband med reformationen och konstskatterna skingrades. Redan tidigare hade klostrets lantegendomar förstatligats. Schleswig-Holstein-Gottorps hertigar förlade sitt residens till klostrets byggnader som förvandlades till ett vanligt gods  och klosterkyrkans kor blev ett privatkapell under respektive godsherre.

## Reliker och konstskatter

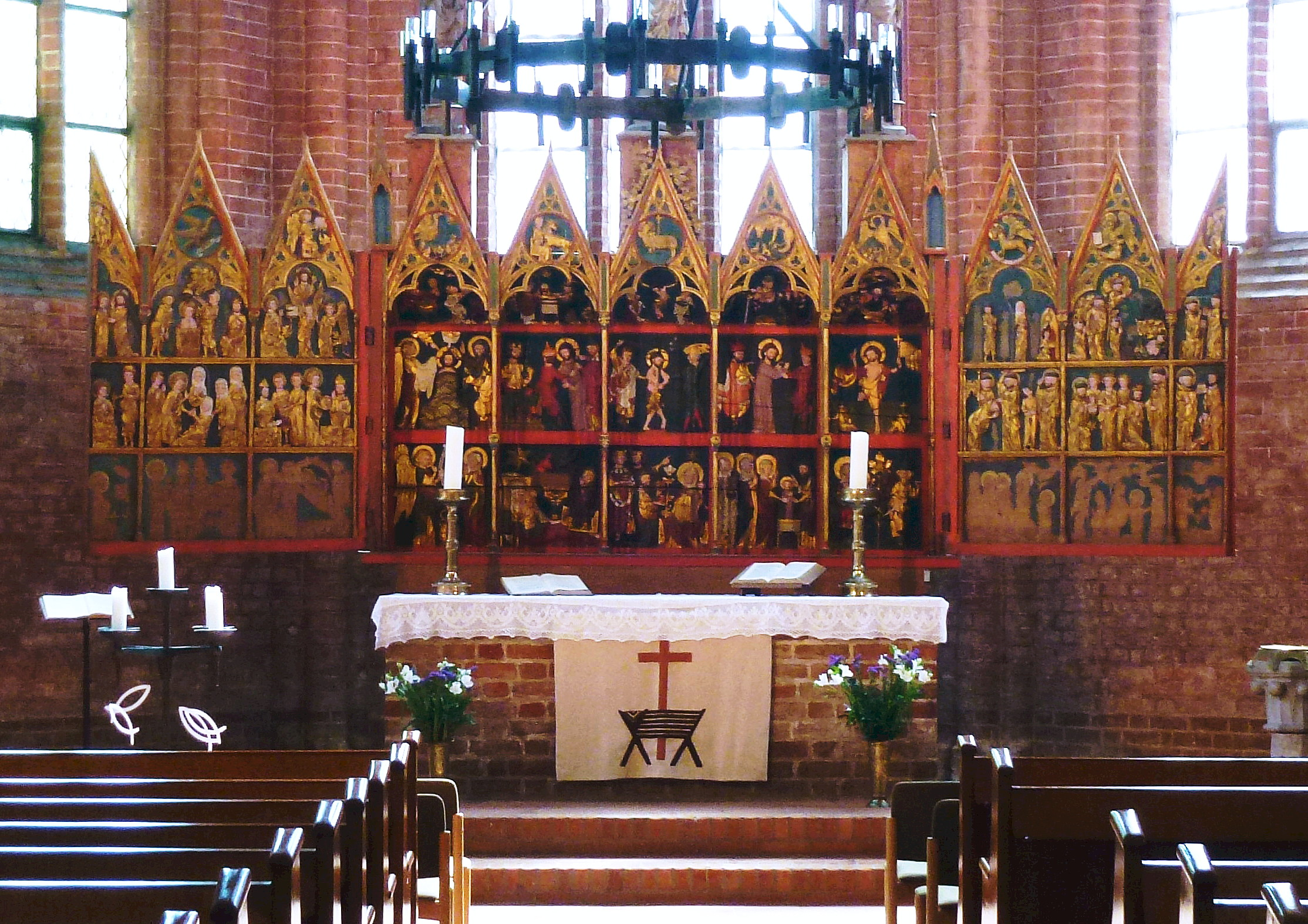
Klostrets altar och altarskrin.

Under medeltiden fanns över 800 reliker i Cismars kloster, bland annat en blodsdroppe av Jesus Kristus och en tagg från hans törnekrona samt den heliga Johanneskällan i källaren på en av klostrets byggnader. Det gjorde Cismar till en betydande vallfärdsort och gav klostret omfattande intäkter. Efter reformationen bestreds relikernas äkthet och pilgrimsresorna till Cismar upphörde.  
Berömd är kloster Cismars bibliotek som till en början flyttades till Gottorps slott och 1712 förlades till Det Kongelige Biblioteket i Köpenhamn. Där kan man fortfarande hitta 110 handskrifter på latin och 149 inkunabler (tryckta böcker).
Idag är altaret med sitt tredelade altarskrin särskild intressant. På högra halvan avbildas scener ur Benedikts liv och på vänster sida de ur Johannes liv. I mitten illustreras bland annat Jesu gissling och framför den låg blodreliken. Skrinet skapades enbart för klostrets värdefulla reliker. Det snidares i början av 1300-talet i Lübeck och består av 120 enskilda figurer. Verket räknas till ett av gotikens mest enastående arbeten och är det äldsta snidade altaret som konsthistorien känner till.

## Nyare historik

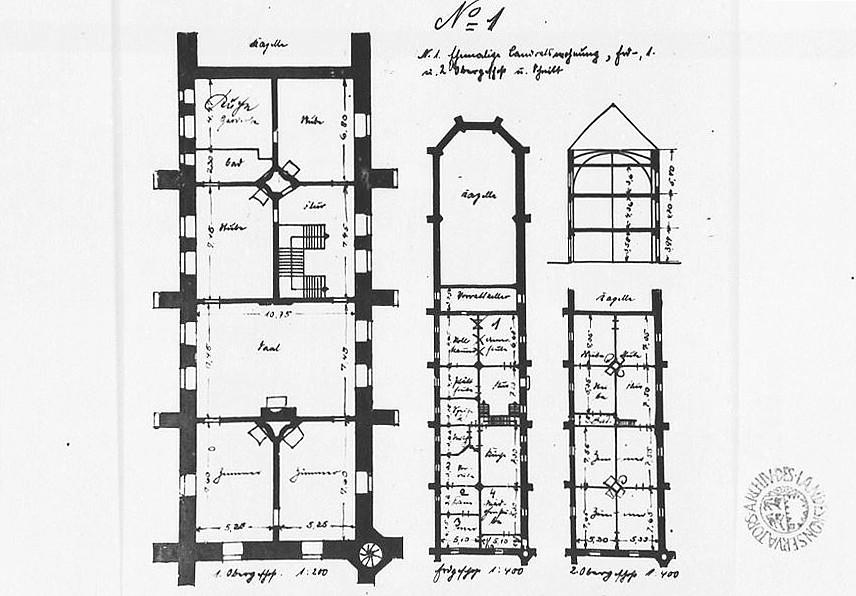
Planritning med bostad för amtmannen.

På 1760-talets slut byggdes två mellanbjälklag i kyrkans västra del och en bostad för amtmannen för amt Cismar skapades i barock inredningsstil. Då öppnades även nya fönster i fasaden. Bostaden har sedan använts som administrativt högkvarter av härskare från Gottorp, Danmark och Preussen. Klosterkyrkans östra del med kor bevarades i full höjd. I amtmannabostaden visas numera äldre och nyare konst.
Mellan 1865 och 1921 låg kretsförvaltningen för Oldenburg i klostrets byggnader och mellan 1921 och 1934 fungerade anläggningen som rekreationshem för ungdomar. Från 1934 till 1945 fanns här militära inrättningar. Efter andra världskriget var anläggningen bland annat flyktingförläggning och skola. Under 1960-talets andra hälft genomfördes arkeologiska utgrävningar. Fram till 1970 var det ett rekreationshem igen. 
På 1980-talet sanerades byggnadsbeståndet som samtidigt byggdes om till ett kulturellt centrum. Sedan 1999 hör delar av anläggningen till Landesmuseum für Kunst- und Kulturgeschichte. Klostrets kor nyttjas av Cismars evangeliska kyrkoförsamling  för godstjänster. Hela anläggningen ägs och förvaltas av förbundslandet Schleswig-Holstein. Cismars gamla kloster med tillhörande byggnader är ett byggnadsminne (Baudenkmal).

## Bilder

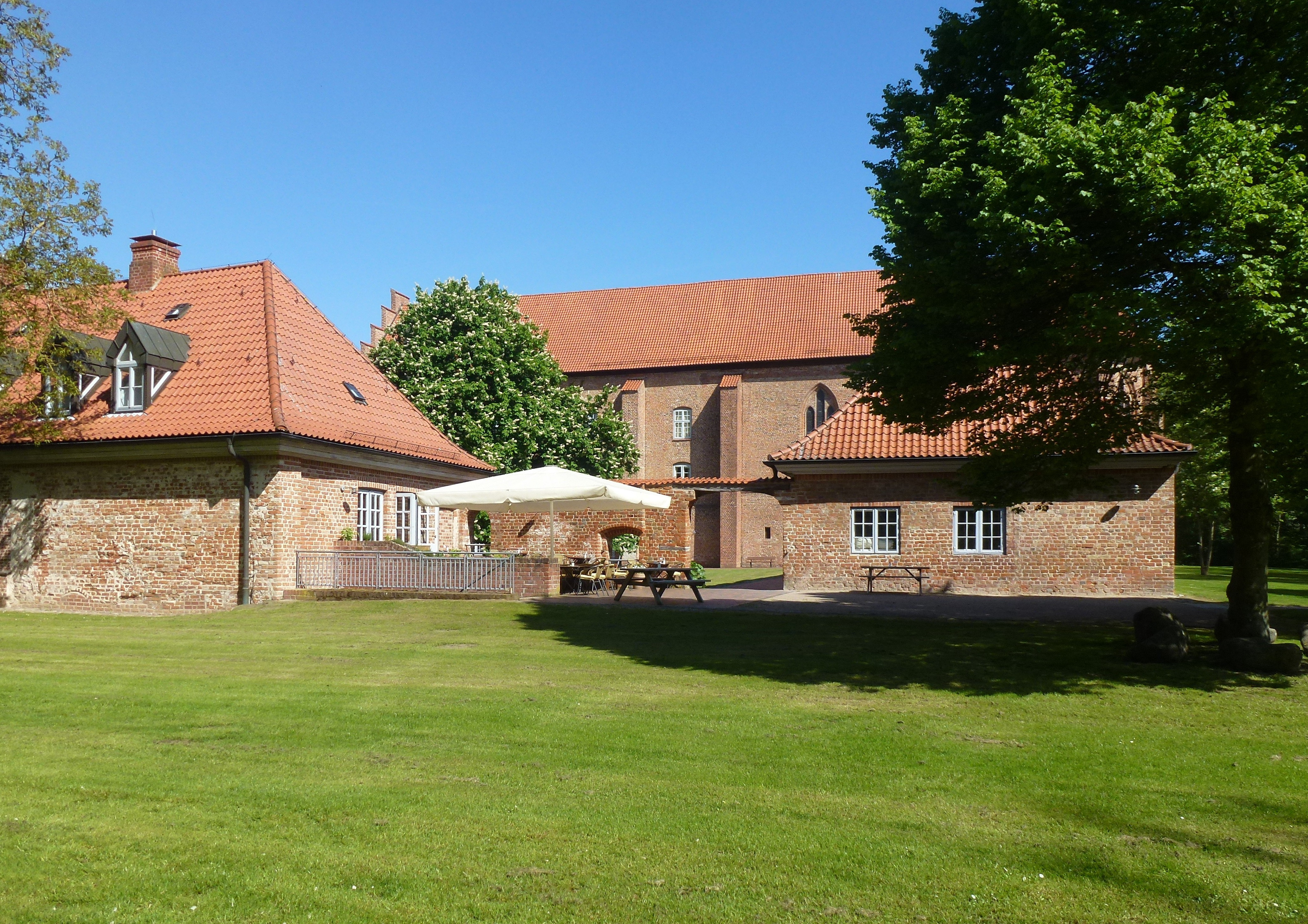
Vy från syd med klostercaféet till vänster
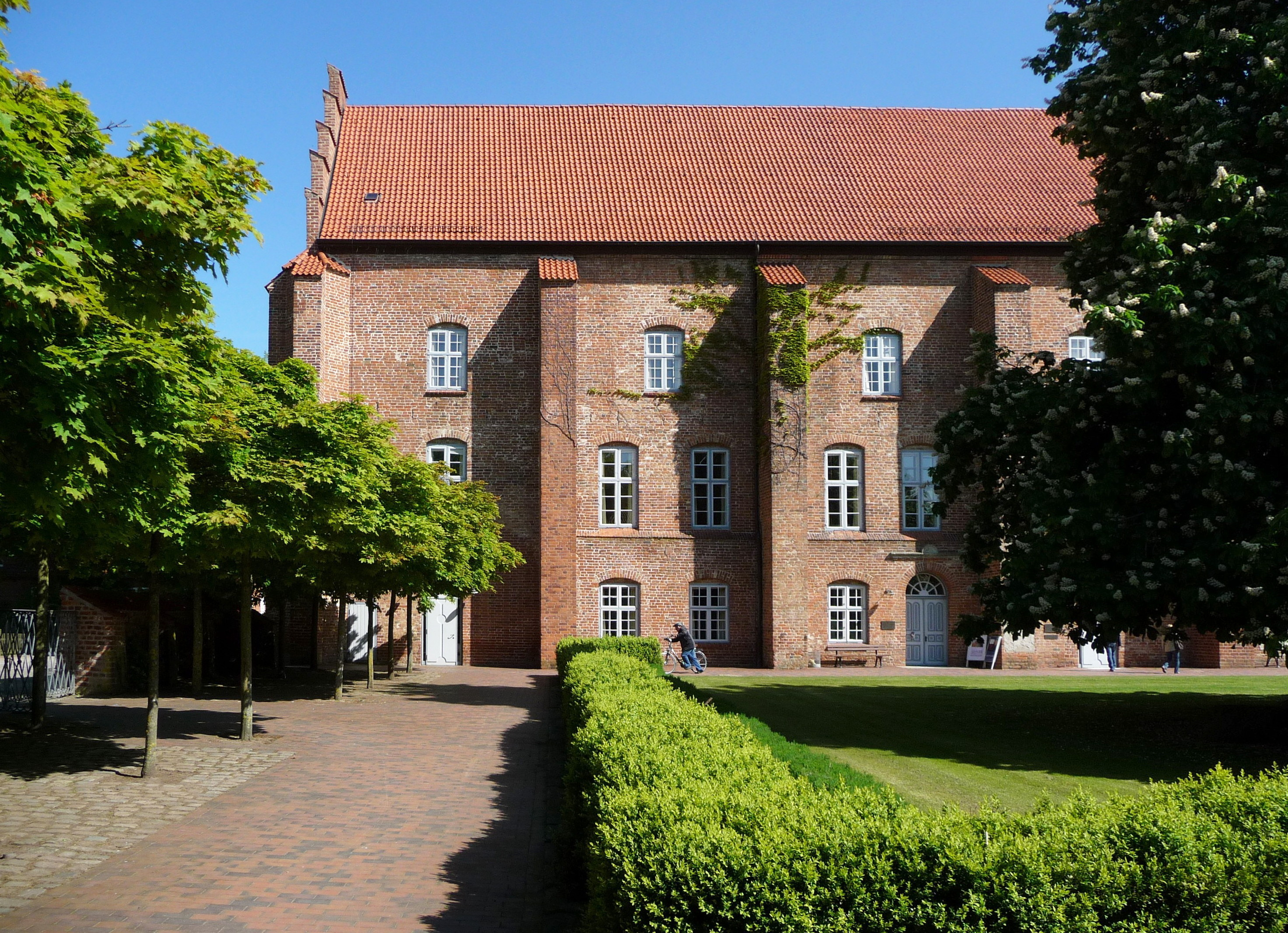
Kyrkans västdel med den tidigare amtmannabostaden
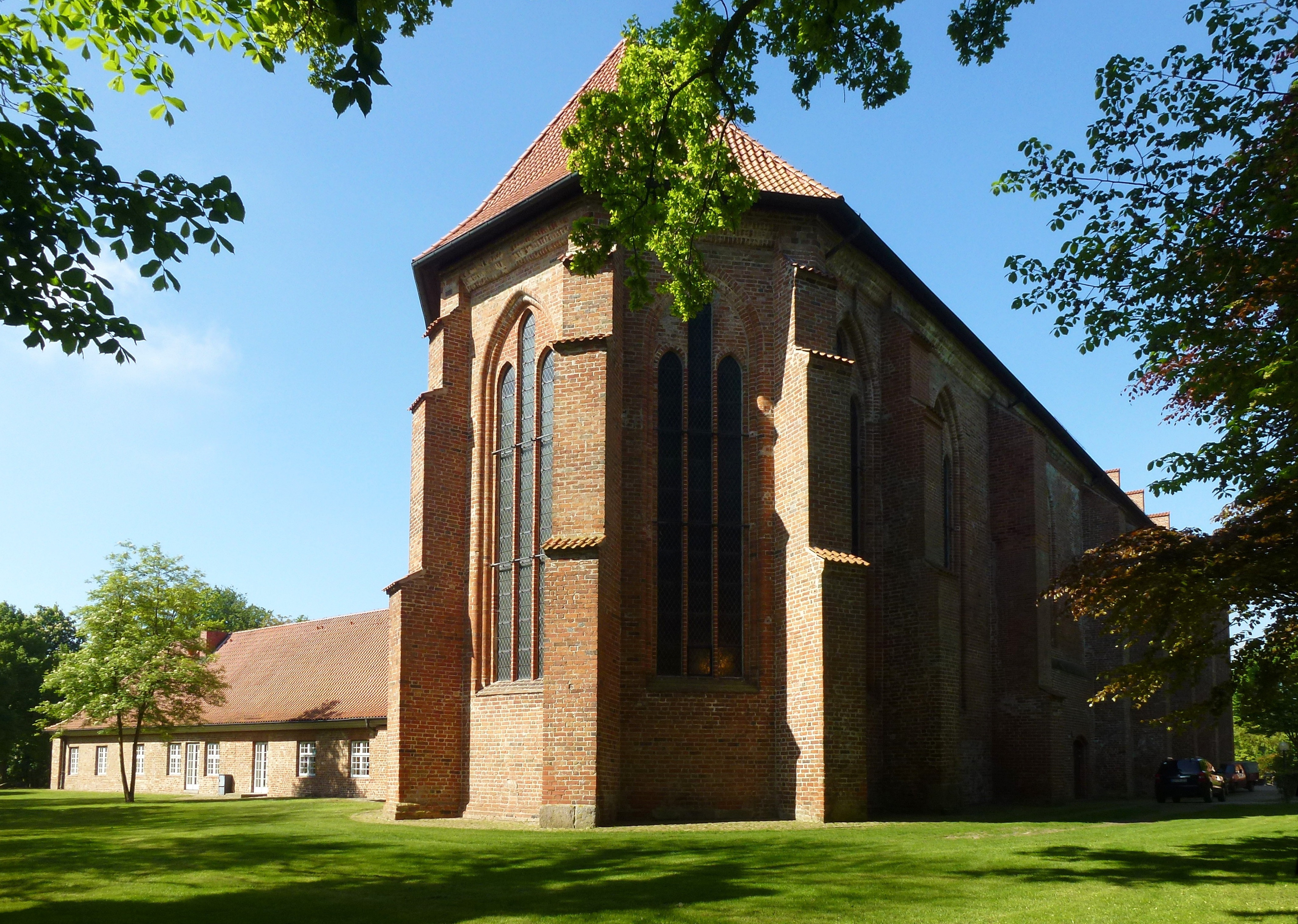
Vy från nordost med det bevarade koret
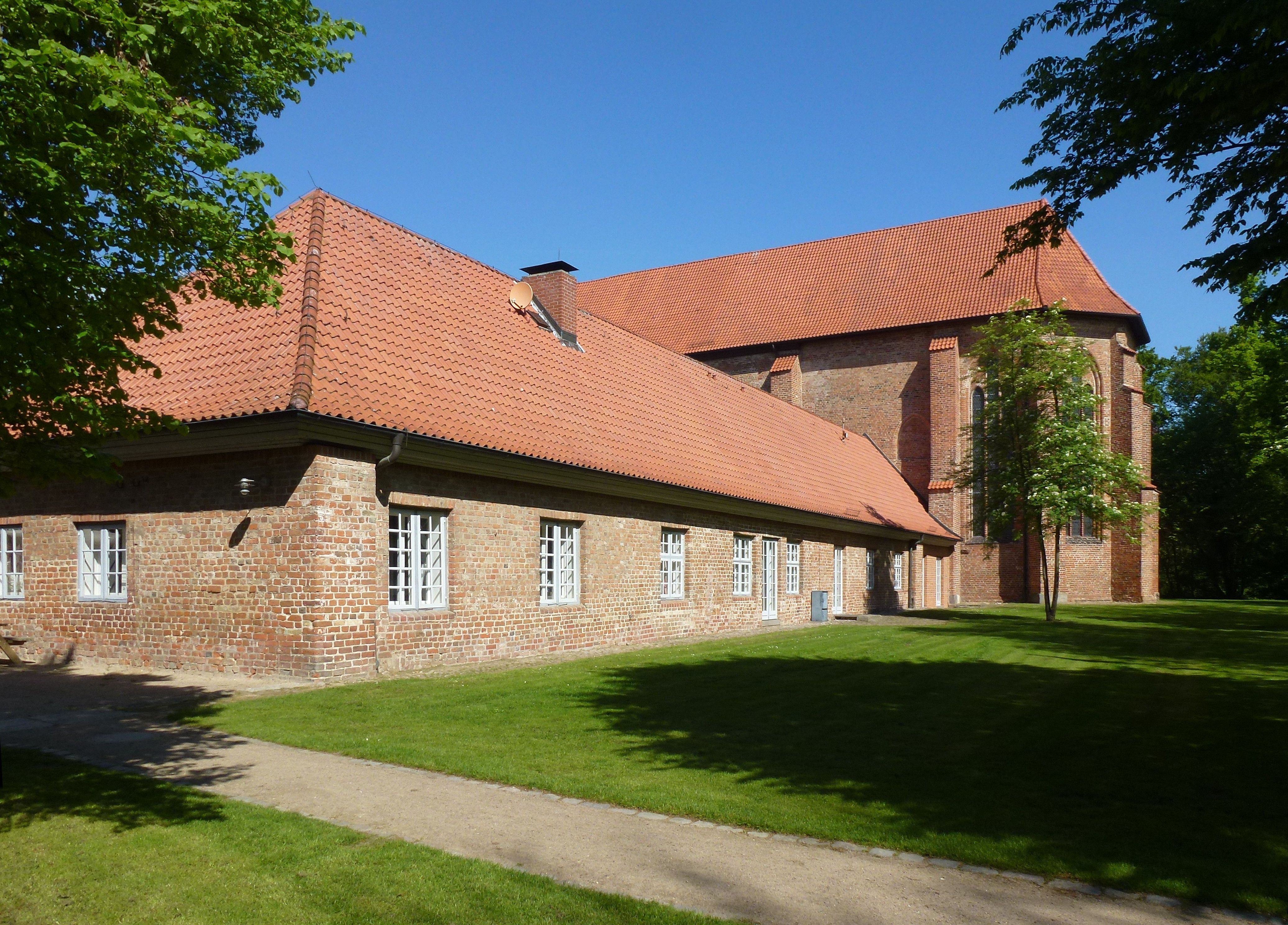
Östra längan med koret i bakgrunden